# Þingvallavatn
Der Þingvallavatn ['θiŋkˌvatlaˌvahtn̥] ist ein See im Südwesten Islands im Nationalpark Þingvellir. Er befindet sich auf dem Gemeindegebiet von Grímsnes og Grafningur und Bláskógabyggð.

## Allgemeines
Es ist umstritten, ob er mit seinen 83,7 km² der größte See der Insel ist. Die Position wird ihm vom Stausee Þórisvatn seit einigen Jahren streitig gemacht. Die Frage ist auch, ob die in ihm liegenden vulkanischen Inseln mit einer Oberfläche von immerhin 0,5 km² zu seiner Oberfläche zuzurechnen sind oder nicht. Zudem wird der See an seinem Ausfluss seit 1959 durch ein Kraftwerk genutzt und daher leicht aufgestaut, so dass die Oberfläche schwanken kann. Seine größte Tiefe beträgt 114 m.
Der Þingvallavatn ist sehr fischreich. Vertretene Fischarten sind, neben Stichlingen, vier verschiedene Saiblingsarten, darunter der Wandersaibling (Salvelinus alpinus), und Forellenarten. Die Seeforelle (Salmo trutta) stellt mit bis zu 15 kg die Spitze der Nahrungskette im See dar.

## Vulkanismus und Spaltenbildung
Der See liegt im sogenannten Þingvellir-Graben und ist umgeben von vier aktiven Vulkansystemen: Prestahnúkur und Hrafnabjörg im Nordosten sowie Hengill und Hrómundartindur im Südwesten.
Das vermutete Alter des Sees beträgt etwa 12.000 Jahre. Damit entstand er am Ende der letzten Eiszeit. Er war zunächst ein Gletschersee. Der Gletscher verwehrte am Ende der letzten Eiszeit den Abfluss des Wassers. Schließlich zogen sich die Gletscher zurück, das Land unterhalb des Vulkans Hengill hob sich und der See wurde tiefer.
Eine entscheidende Änderung ergab sich vor ca. 10.000 Jahren, als der östlich benachbarte und zum Vulkansystem der Hrafnabjörg gehörende Schildvulkan Skjaldbreiður in einem einzigen langen Ausbruch entstand. Die Lava baute nicht nur den Schildvulkan selbst auf, sondern ergoss sich weiter durch die Täler in Richtung des Sees. Ein weiterer großer Vulkanausbruch prägte etwa 1.000 Jahre später die Gegend: Diesmal war es der noch näher am See gelegene Vulkan Hrafnabjörg selbst, der seine Lava in den See ergoss und dessen Abfluss beim Flüsschen Sog behinderte. Das Seewasser stieg infolgedessen um ca. 12 m an. Der Fluss allerdings grub sein Bett durch die Lava und die Wasseroberfläche senkte sich wieder um ca. 7 m.
Vor ca. 2.000 Jahren brach der Hengill-Vulkan aus, und eine Insel entstand mitten im See, die heute den Namen Sandey trägt. Heutzutage bezieht der See sein Wasser vor allem aus zahlreichen ober- und unterirdischen Quellen in den benachbarten Lavafeldern.
Außerdem liegt er inmitten der Grabenbruchzone des mittelatlantischen Rückens, die sich diagonal von Südwesten nach Nordosten über Island hinzieht. Infolgedessen findet man in der Gegend sehr viele kleinere und größere Spalten, die in Island Gjá genannt werden. Die größte ist die Almannagjá in Þingvellir, die eindrucksvollste aber eher die Hrafnagjá. Auch unter dem See befinden sich solche Spalten, eine davon bezeichnenderweise an dessen tiefster Stelle.

## Historische Stätte
Von großer historischer Bedeutung war seit der Zeit der Landnahme, d. h. der Besiedelung Islands, die Umgebung des Sees. An seinem Nordufer tagte schon ab 930 bis zum Jahr 1800 bei Þingvellir die gesetzgebende Versammlung Alþing, eines der ältesten Parlamente Europas.

## Flugzeugabsturz
Am Nachmittag des 3. Februars 2022 stürzte ein Kleinflugzeug des Typs Cessna 172 N in den See. An Bord befanden sich der US-amerikanische Influencer Josh Neuman (22 J.) und der belgische Influencer Nicola Bellavia (32 J.). An Bord waren außerdem ein 27-jähriger Niederländer sowie der erfahrene 49-jährige Pilot Haraldur Diego, der unter seinen Kollegen einen sehr guten Ruf besaß. Von den 4 Insassen überlebte keiner den Absturz. Um die 1000 Menschen beteiligten sich an der Suchaktion.
Rund 300 m vom Flugzeugwrack entfernt wurden die Leichen entdeckt. Laut Polizeiangaben deutet dies darauf hin, dass sich die Männer nach dem Absturz auf dem gefrorenen See noch aus dem Wrack befreien konnten und Richtung Ufer liefen, jedoch im eiskalten See verstarben.

## Bildergalerie

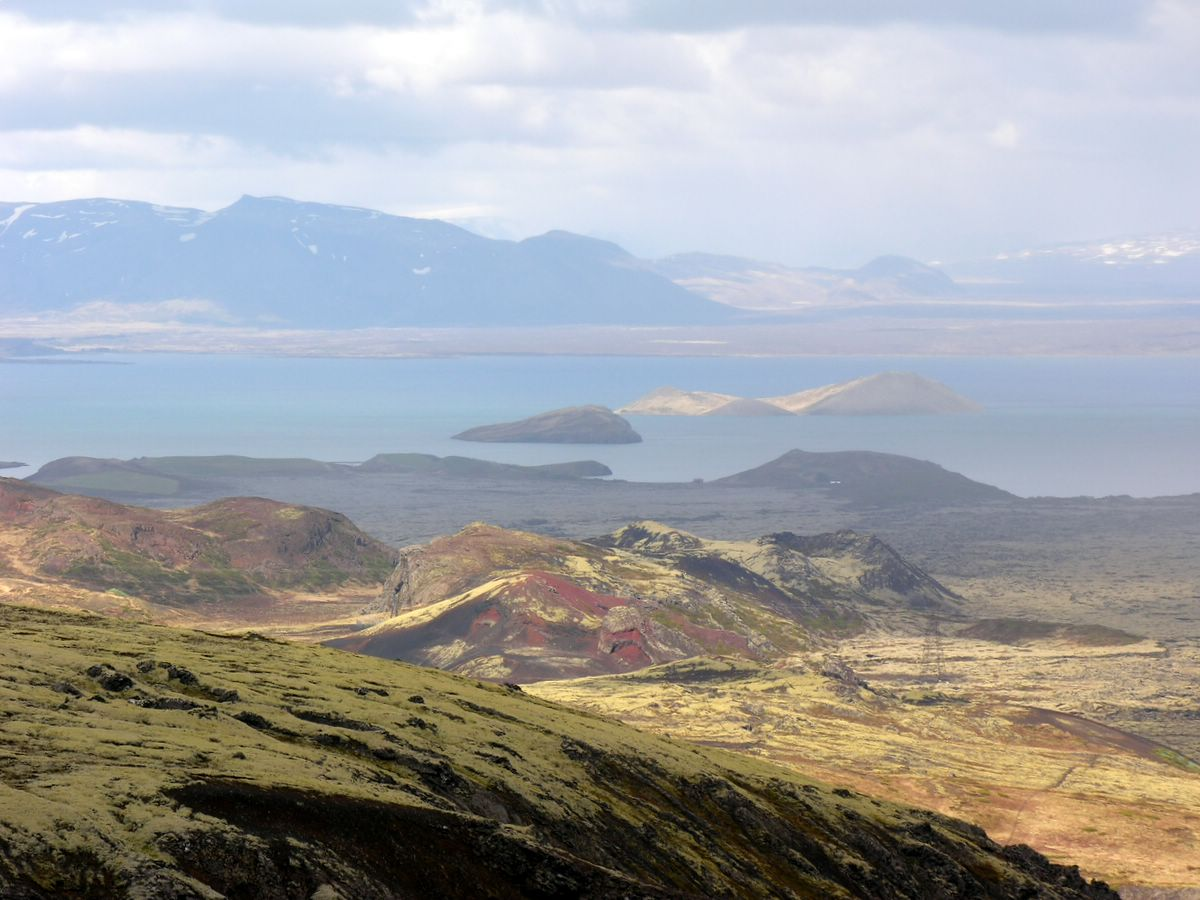
Der See vom Hengill aus
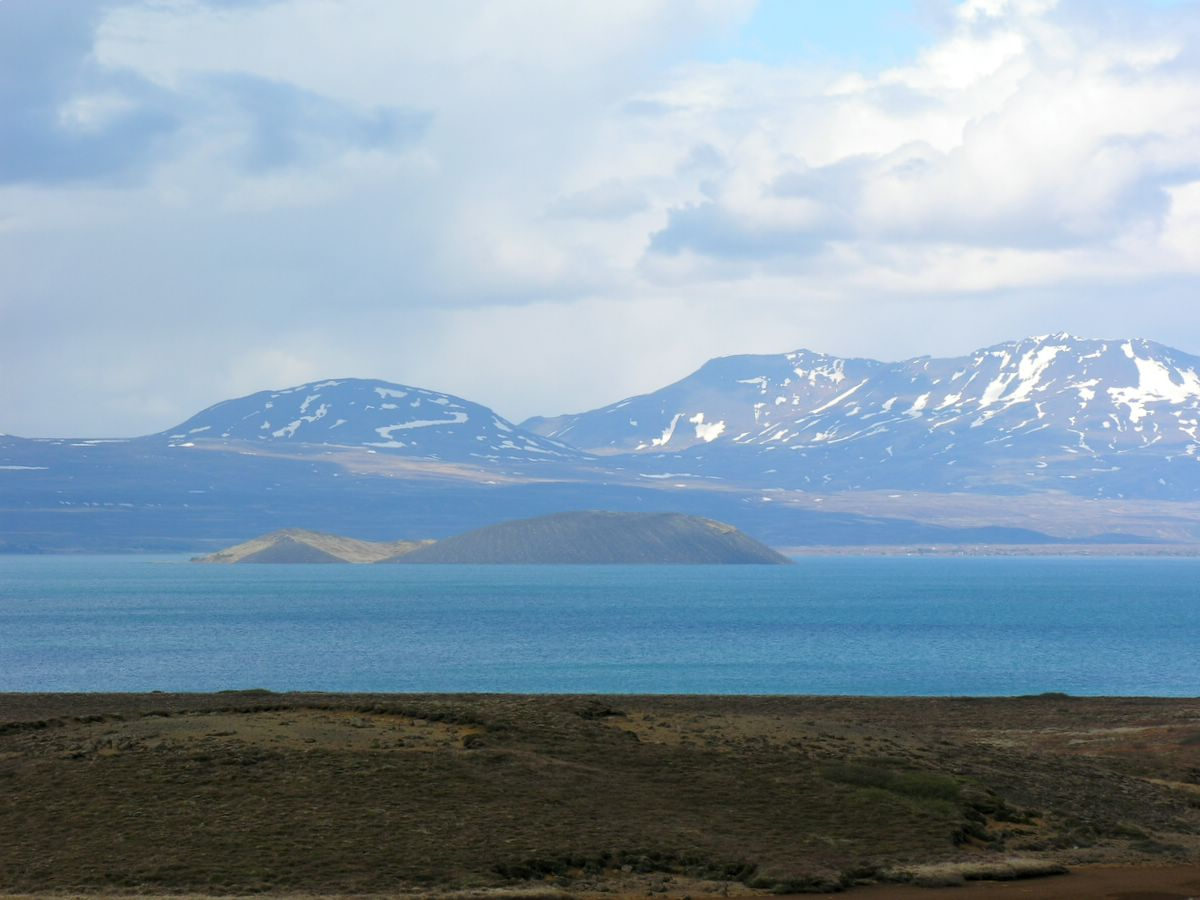
Þingvallavatn vom Nordufer aus
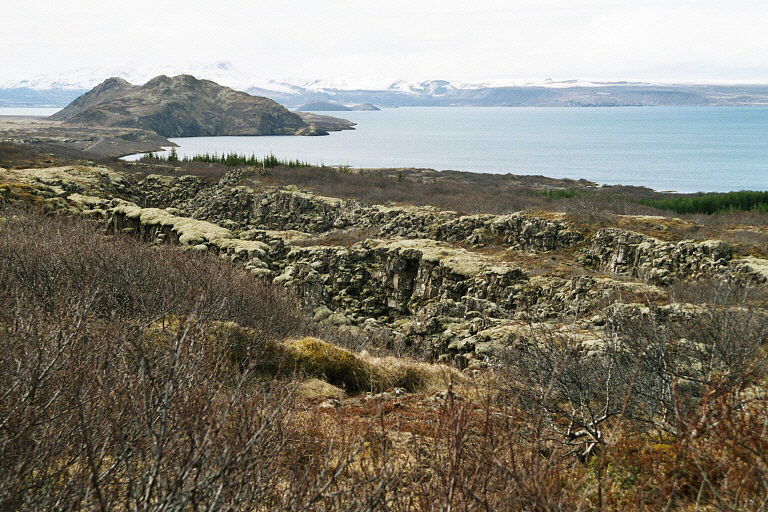
Hrafnagjá am Þingvallavatn
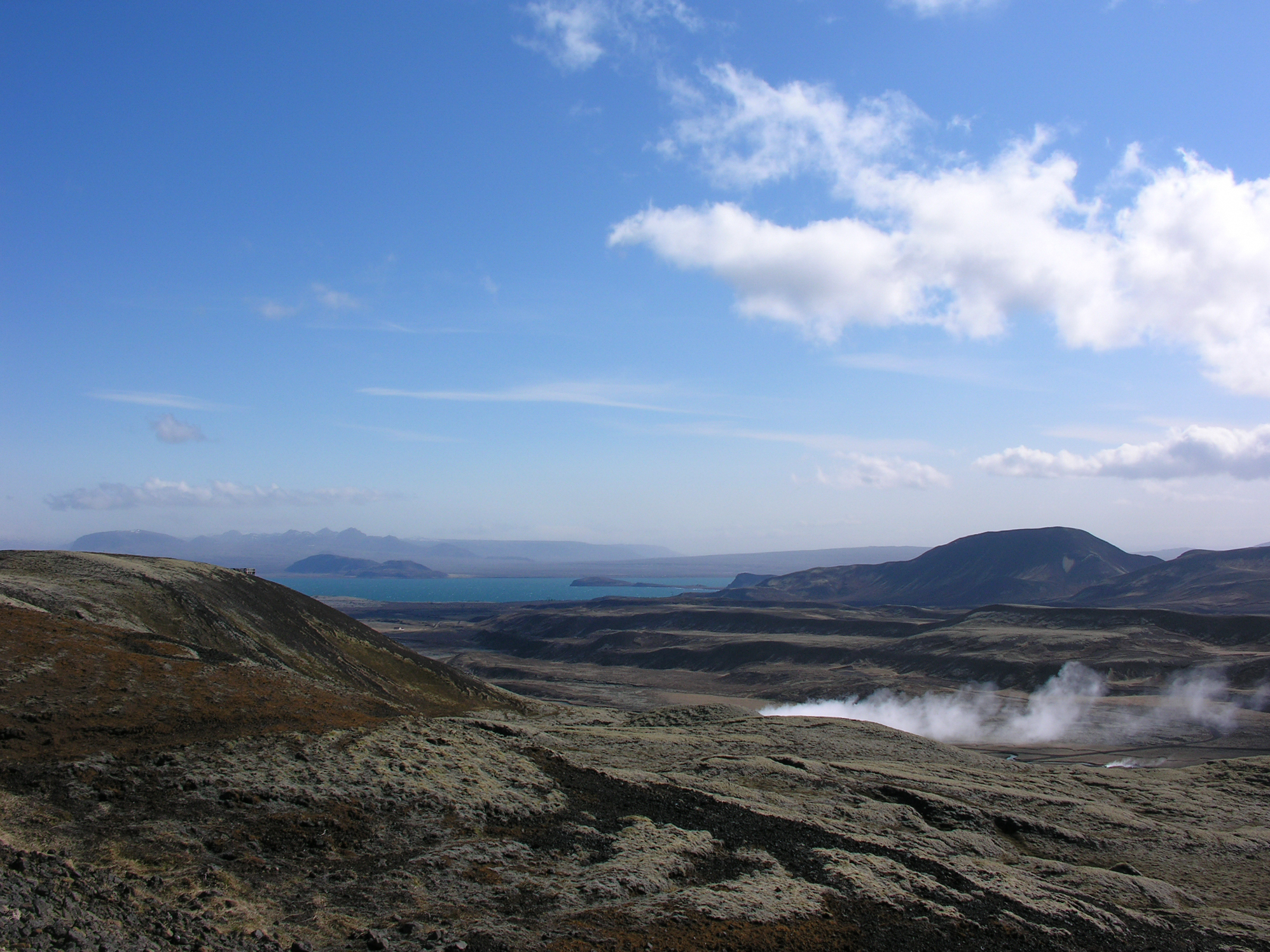
Blick vom Hengill zum See
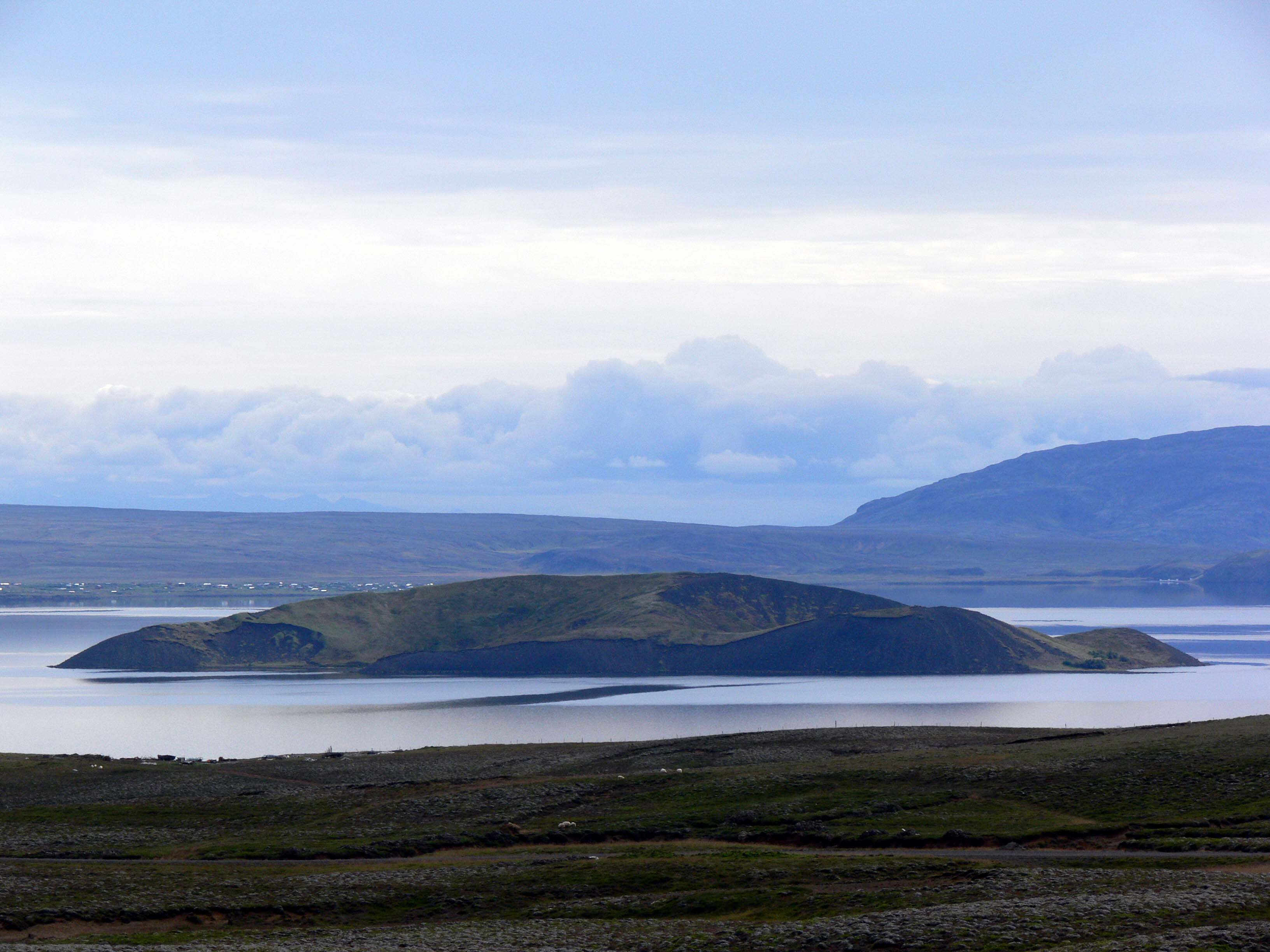
Insel Sandey
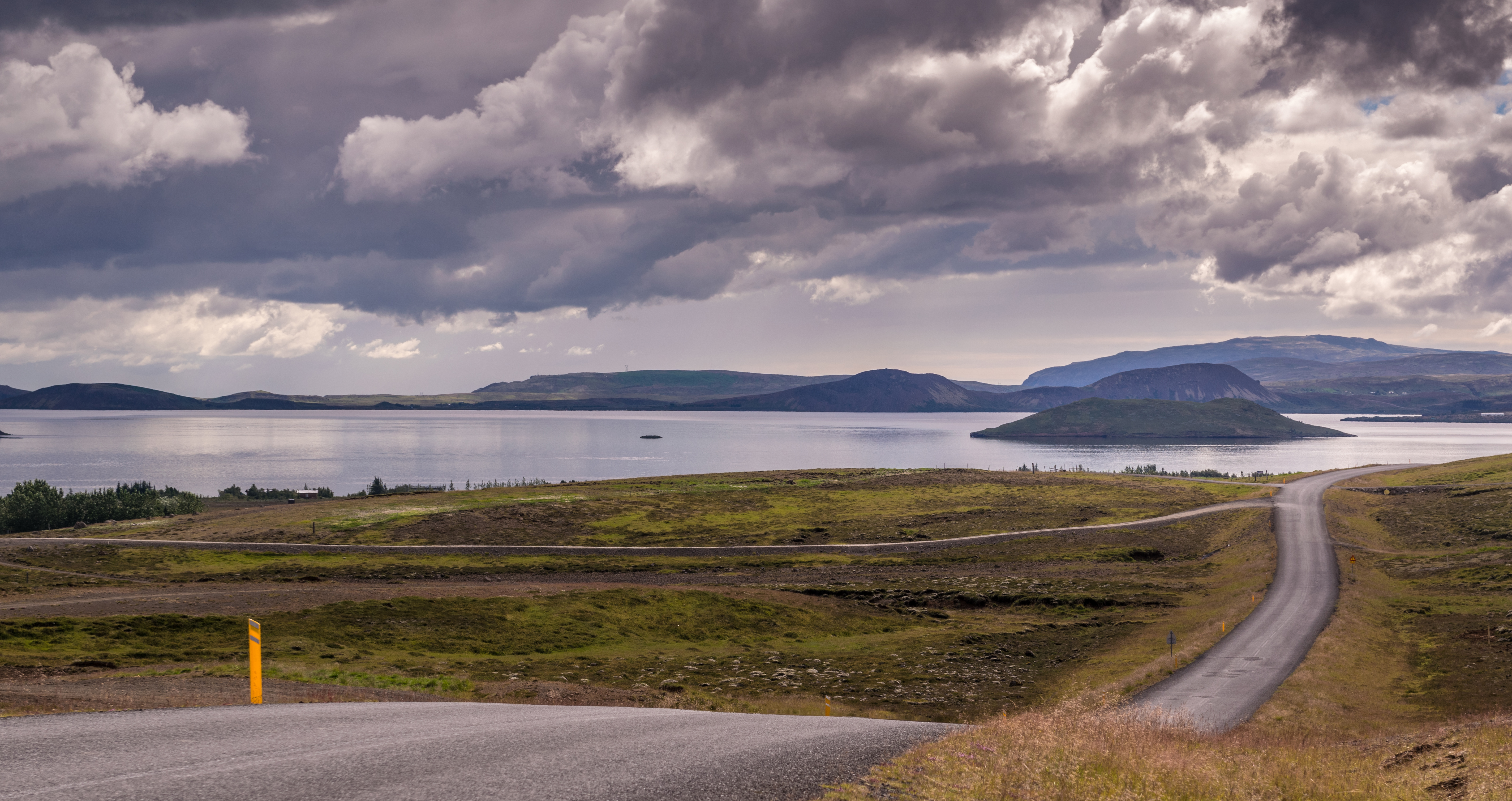
Þingvallavatn mit der Vulkaninsel Sandey